# Милтон (Њу Хемпшир)
Милтон (енгл. Milton) насељено је место без административног статуса у америчкој савезној држави Њу Хемпшир.

## Демографија
По попису из 2010. године број становника је 575.
| Група             | 2000.    | 2010.       |
| Белци             | 0 (0,0%) | 549 (95,5%) |
| Афроамериканци    | 0 (0,0%) | 5 (0,9%)    |
| Азијати           | 0 (0,0%) | 0 (0,0%)    |
| Хиспаноамериканци | 0 (0,0%) | 7 (1,2%)    |
| Укупно            | 0        | 575         |